# Universal Leaf Tabacos
Universal Leaf Tabacos (NYSE: UVV), com sede em Richmond, Virgínia, EUA. Foi fundada em 1918. A Companhia é comerciante, líder do tabaco em folha e processador, com base no volume tratado por suas subsidiárias e afiliadas, e possui operações em agroprodutos. A Universal realiza negócios em mais de 30 países e emprega mais de 24.000 trabalhadores permanentes e sazonais.
O negócio inclui a seleção, compra, transporte, processamento, embalagem, armazenagem e financiamento de tabaco em folha em países em desenvolvimento para venda, ou por conta, os fabricantes de produtos de tabaco em todo o mundo. Universal não fabrica cigarros ou outros produtos de consumo. As receitas da Companhia são derivadas da venda de tabaco processados e de comissões e de serviços específicos.
No Brasil, tem sistema integrado de produção, onde financia insumos e dá assistência técnica a produtores, que em troca deveriam comercializar toda a produção diretamente à empresa. A Matriz da empresa no país se localiza na cidade de Santa Cruz do Sul (RS). Possui ISO 9001 e 14001. Possui filiais nos estados de Santa Catarina (Papanduva e Ituporanga) e no Paraná (Rio Negro e Imbituva).